# Дуплекс (телекомунікації)
Ду́плекс — це комунікаційна система, утворена двома з'єднаними пристроями, які можуть зв'язуватись між собою в обох напрямках.

Пристрій в системі може в будь-який момент часу і передавати, і приймати інформацію. Передача і прийом ведуться пристроєм одночасно двома фізично розділеними каналами зв'язку (окремими провідниками, на двох різних частотах тощо за винятком поділу в часі - почергової передачі).
Дуплексні системи використовуються як для забезпечення двосторонньої комунікації, так і для того, щоб надати «зворотний канал» для моніторингу та регулювання віддаленого обладнання.  При описі систем з більш ніж двома пристроями використовують термін мультиплексінг.

#### Напівдуплекс
Системи, що потребують двосторонньої комунікації, але мають обмеження на одночасну передачу й прийом сигналу через те що використовують спільний канал або інші технічні обмеження обладнання, використовують напівдуплексний режим (half-duplex, semiduplex). Це режим коли в конкретний момент часу лише одна сторона говорить (передає), інша слухає (приймає), а в інший момент часу навпаки. Наприклад, рації працюють у напівдуплексному режимі, оскільки їхній передавач і приймач працюють на одній частоті і не можуть бути активними одночасно — натискання кнопки «говорити» активує передавач і блокує приймач, а відпускання кнопки, навпаки, дозволяє слухати, але не говорити. 

##### Симлекс
Системи, що не потребують можливості дуплексного зв'язку, використовують симплексний. Це включає широкомовні системи, де одна станція передає, а інші лише «слухають», і деякі системи керування ракетами, в яких ракеті лише вказують потрібну траєкторію, і не потребують ніякої інформації від ракети. Також, існують супутники та космічні зонди, які втратили здатність приймати команди, але все ще можуть передавати радіосигнал через антени. Деякі ранні супутники (наприклад перший) були створені лише для передачі. Pioneer 6 передавав сигнал десятиліттями, не приймаючи жодних команд.